# Broekeind
Broekeind is een buurtschap in de gemeente Horst aan de Maas, in de Nederlandse provincie Limburg. Voor de gemeentelijke herindelingen behoorde het van 1800 tot 2001 tot de gemeente Grubbenvorst. Het ligt ten noorden van Grubbenvorst, ten noordwesten van Velden, ten zuidwesten van Lottum en ten zuidoosten van Horst. Broekeind omvat circa 10 huizen.
Dorpen: America · Broekhuizen · Broekhuizenvorst · Evertsoord · Griendtsveen · Grubbenvorst · Hegelsom · Horst · Kronenberg · Lottum · Meerlo · Melderslo · Meterik · Sevenum · Swolgen · Tienray

Buurtschappen: Broek (Horst) · Broek (Sevenum) · Broekeind · Californië · Eikelenbosch · Elshout · Genenberg · Gun · Hazenhorst · De Hees · De Heide · Hei-Oostenrijk · Homberg · Houthuizen · Keuter · Legert · Lovendaal · Megelsum · Most · Ooijen · Osterbos · Raaiend · Schadijk · Steeg · De Steegh · Stokt · Tongerlo · Ulfterhoek · Veld-Oostenrijk · Vinkepas · De Vorst · Wielder · Zeelberg · Zwaanenheike · Zwarte Plak

Limburg: Steden en dorpen      Nederland: Provincies · Gemeenten